# 켈리 시블리
켈리 시블리(Kelly Sibley, 1988년 5월 21일~)는 영국의 탁구 선수이다. 

## 생애 및 경력
8살때 교회 탁구 클럽에서 탁구를 시작하였다. 12살때는 잉글랜드를 대표하여 학생 선수권에 참가하기도 하였다.
2006년 코먼웰스 게임에 처음 출전했으며, 2010년까지는 메달이 없었다. 2014년 커먼웰스 게임 혼합 복식에서 동메달, 2018년 커먼웰스 게임 여자 단체전에서 동메달을 획득하였다.